# Midrash

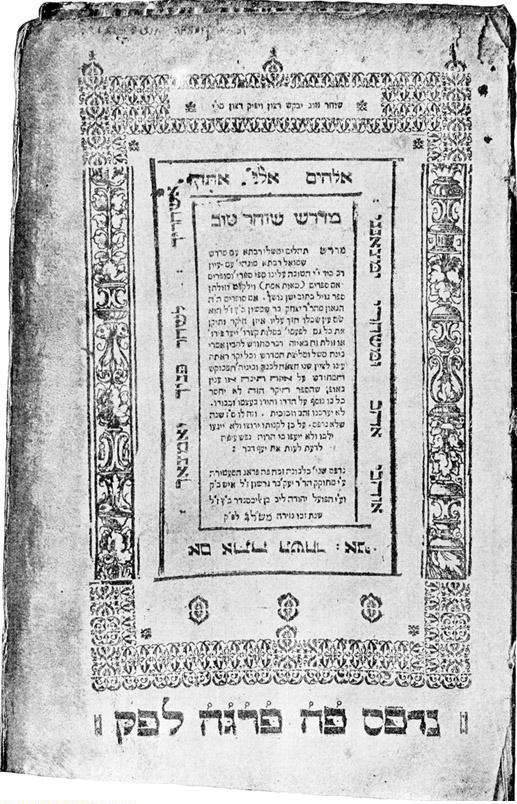
Página de título do Midraxe para Teilim.

Midraxe (em hebraico:  מִדְרָשׁ‎ midrash; pl.: מִדְרָשִׁים‎ midrashim) é um termo encontrado originalmente nas Escrituras, precisamente em II Crônicas 13:22 e em II Crônicas 24:27, posteriormente atribuído à exposição (exegese) em especial das Escrituras. Em contraste com a interpretação literal, subsequentemente chamada de peshaṭ, o termo midrash designa uma exegese profunda e contrária ao método de peshat, tentando penetrar e revelar o espirito das Escrituras, cercando por todos lados, examinando, revelando às interpretações que não são óbvias na leitura superficial do texto.
O Talmud compara este tipo de exposição midráxica um martelo que desperta as faíscas adormecidas na rocha. A divergência entre midraxe e peshat aumentou de forma constante; e, embora a consciência dessa divergência possa não ter aumentado em um grau proporcional, contrariamente à visão de Geiger e outros, nunca foi totalmente obscurecida.
Como sendo um gênero de literatura rabínica que contém as primeiras interpretações e comentários sobre a Torá Escrita e a Torá Oral (lei falada e sermões), bem como a literatura rabínica não-legalística (Ágadá) e ocasionalmente as leis religiosas judaicas (Halacá), que normalmente formam um comentário contínuo sobre passagens específicas da Bíblia Hebraica (Tanaque).

## Origem do Midraxe
Quanto à origem do Midraxe, Maimonides (Sefer ha-Miẓwot, Hilkot Shoresh, 2) sustentava que o Midraxe era um produto da Halacá; Naḥmanides, ao contrário, que o primeiro era a fonte do último. É impossível decidir se um deles estava correto. Só isso pode ser saida priori, que existem certas exposições que não poderiam ter sido desenvolvidas através de mera especulação teórica. Quaisquer outras conclusões sobre o assunto devem ser baseadas em uma consideração das várias circunstâncias que favoreceram a origem e o desenvolvimento do Midrash. Em primeiro lugar, qualquer aplicação da teoria à prática exige uma interpretação mais recôndita do que a mera explicação do significado literal. Uma lei geral exige exposição especial para lidar com as complicações que frequentemente surgem na vida cotidiana.